# Евстатичні коливання

Дві реконструкції глобальних ізохронних змін рівнів світового океану за останні 500 млн років.

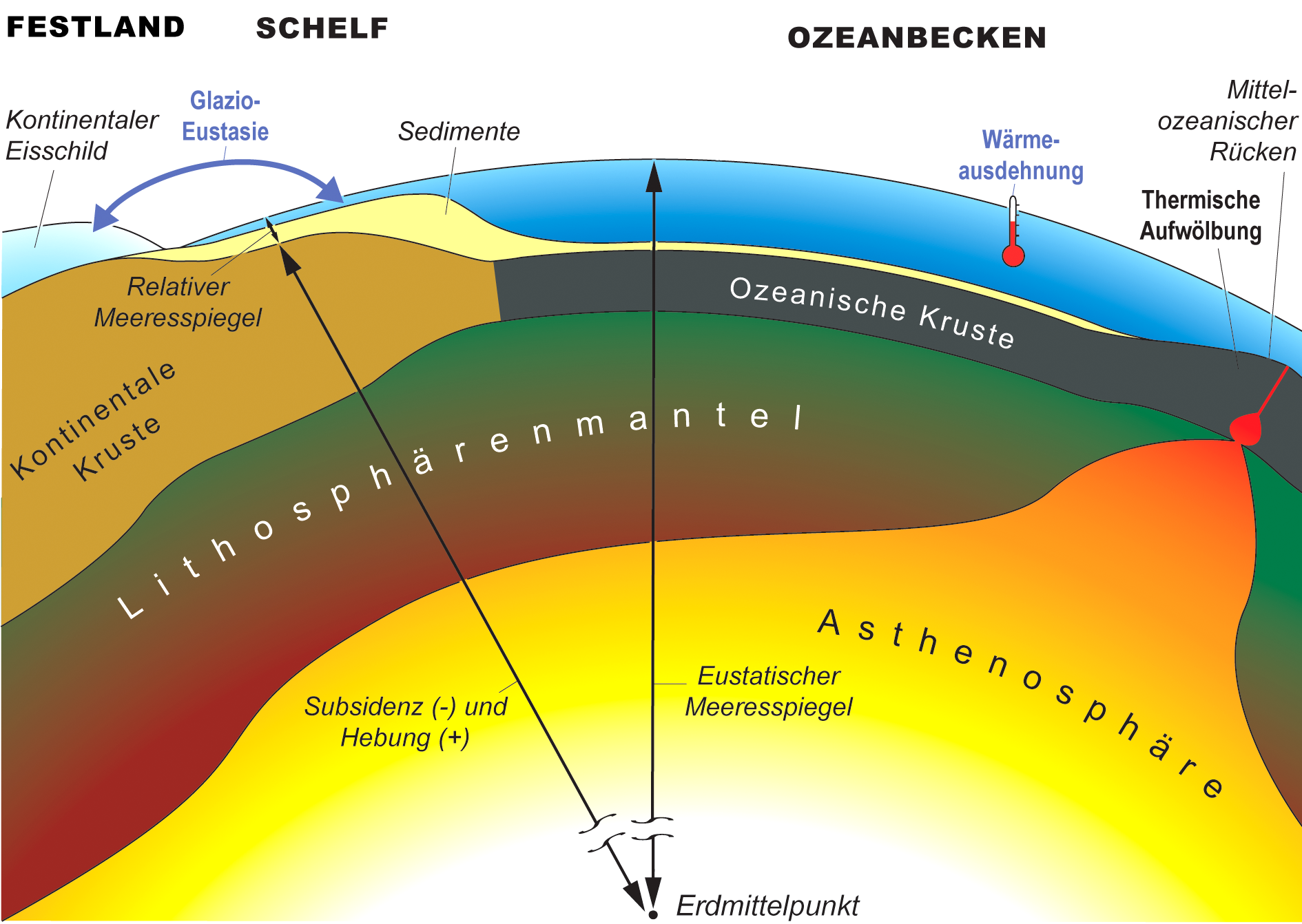
Схема евстазії.

Евстатичні коливання (евстазія) — за Зюссом (Suess, 1885) — зміни рівня Світового океану за рахунок зменшення та збільшення кількості води в ньому, напр. при утворенні або таненні льодовиків. Надалі Штілле, Помпецкі та ін дійшли висновку, що евстатичні коливання рівня океану пояснюються гол. чином рухами земної кори, а зміна кількості води в океані значної ролі не грає. В даний час більшість дослідників визнають важливість обох факторів і під евстатичними коливаннями розуміють коливання рівня Світового океану, які викликаються як зміною ємності океанських западин під впливом коливальних тектонічних рухів, так і зміною кількості води в океанах, залежних від виносу з надр вулканічної води і зв'язування частини води льодовиками.
За сучасним трактуванням секвенс-стратиграфії евстатичні коливання ритмічні і відбуваються відносно нуля, за який приймають сучасний рівень світового океану. Від максимального падіння (так зване низьке стояння океану) рівень океану поступово підвищується до певного максимуму (високе стояння океану), після чого знову знижується. Значні зниження рівня океану зумовлюють суттєві незгідності. Секвенс утворюється за повний цикл зміни рівня евстазії між двома низькими стояннями океану. Періодичні зміни рівня океану і регіональні тектонічні рухи змінюють положення берегової лінії і приводять до циклічного чергування в межах секвенсів генетично пов'язаних фацій. У кожному секвенсі залежно від механізму утворення і характеру будови можна вирізнити такі парагенетичні ряди фацій, або тракти:
- 1. Тракт низького стояння рівня океану виникає за умов надлишкового осадонагромадження, коли матеріалу із областей зносу надходить більше, ніж звільняється простору для його накопичення. Надлишковий матеріал «скидається» у глибші частини басейну седиментації. Перекомпенсація прогинання накопиченням приводить до нарощування шельфу в бік палеобасейну і формування регресивної послідовності фацій. Унаслідок цього седиментаційна система зміщується до центру басейну, утворюючи серію сигмоподібних або клиноформних тіл. Таку седиментаційну модель називають проградаційною .
- 2. Трансгресивний тракт формується у разі зміни характеру коливальних рухів, коли швидкість надходження матеріалу дорівнює швидкості прогинання дна басейну. Тоді седиментаційна система нарощується догори і формується аградаційна послідовність фацій.
- 3. Тракт високого стояння рівня океану утворюється, коли прогинання дна басейну не є компенсованим. У цьому випадку формуються трансгресивні послідовності фацій, які просуваються в бік суші у вигляді сходинок. Це так звана ретроградаційна модель .

Визначальне значення, починаючи з палеозою, мав тектонічний фактор (тектоноевстазія), що впливає на зміну ємності мор. і океанічних западин із зміною рельєфу і структури океанічного дна і прилеглих материків. Головні коливання рівня Світового океану пов'язані з розвитком системи середньоокеанічних хребтів і з явищем розсування морського дна — спредингом.
На фоні дії тектоноевстазії великий вплив відіграє кліматичний фактор у вигляді гляціоевстазії. Під час зледенінь, коли вода концентрувалася на материках, утворюючи льодовикові щити, рівень Світового океану знижувався приблизно на 110—140 м; після танення льодовикові води знову надходили у Світовий океан, підвищуючи його рівень приблизно на 1/3 від початкового. Зниження температури і зміна при цьому солоності впливали на щільність води, за рахунок якої рівень Світового океану у високих широтах на кілька м відрізнявся від рівня Світового океану в екваторіальних районах. З цими факторами пов'язують формування самої нижньої тераси — 3-5 м. Деяку роль у механізмі евстазії відіграли і планетарні чинники (зміна швидкості обертання Землі, зміщення полюсів та ін.)
Вивчення процесів евстазії має велике значення для історичної геології і розуміння особливостей формування шельфових зон, з якими пов'язане формування різних корисних копалин.